# Brug 519
Brug 519 is een kunstwerk in het Amsterdamse Bos. Het Amsterdamse Bos is een deel van de gemeente Amstelveen, terwijl de gemeente Amsterdam het beheer voert.
Een veelvoud van bruggen in dat bos is ontworpen door Piet Kramer bruggenarchitect bij de Dienst der Publieke Werken en deze is daar een van. Ze maakt deel uit van een familie bruggen die later bekend werd onder de term “Ballenbrug”, naar de vorm van de ijzeren contragewichten. Brug 516, brug 519, brug 520, brug 530 en brug 531 vormen qua uiterlijk een eenheid, al zijn 516 en 530 iets breder (2 meter in plaats van 1,60 meter). Tussen de betonnen landhoofden en over betonnen brugpijlers/jukken liggen stalen liggers waarop een houten rijdek is geplaatst met antislipmateriaal. Ze kwamen in de vorm van dubbele ophaalbruggen, terwijl hier geen scheepvaart mogelijk is, anders dan met kajak of kano. De afsluitbaarheid diende dan ook een andere functie. Tijdens wedstrijden op de Bosbaan konden de ophaalbruggen geopend worden, zodat het moeilijk werd de roeiwedstrijden te volgen zonder een kaartje te kopen. Bij de ballenbruggen moet men de bovenste bal naar beneden trekken/drukken om het val omhoog te krijgen. De bruggen moeten handbediend worden, aangezien er geen elektriciteit in de buurt was. In geopende stand komen de ballen in een geul terecht. Door de ballen uit de geleidingsgeul te tillen sluit de brug zich weer. Kramer liet zich voor deze bruggen inspireren door het werk van Bernard Forest de Bélidor.
Dick Slebos, Kramers opvolger bij de Dienst der Publieke Werken, liet zich twintig jaar later door Kramers ballenbruggen inspireren voor de door hem ontworpen bruggen brug 548 en brug 549.
In 1999 werden alle bruggen door MTD Landschapsarchitecten in opdracht van de gemeente onderzocht op hun cultureel belang. Zij constateerden voor brug 519 dat het voor het bos en omstreken ondanks de verhuizing een waardevolle brug is. Zij voerden aan:
- het constructivisme (vorm sluit aan bij functie
- het eenvoudige en sobere ontwerp
- onderdeel systeem aan ballenbruggen.

Amstelveen verklaarde, ondanks dat het houtwerk van deze brug een keer vernieuwd is, de brug in mei 2013 tot gemeentelijk monument, mede vanwege de familie waartoe ze behoort. Ze voerde als extra redenen aan de afgeschuinde balusters.

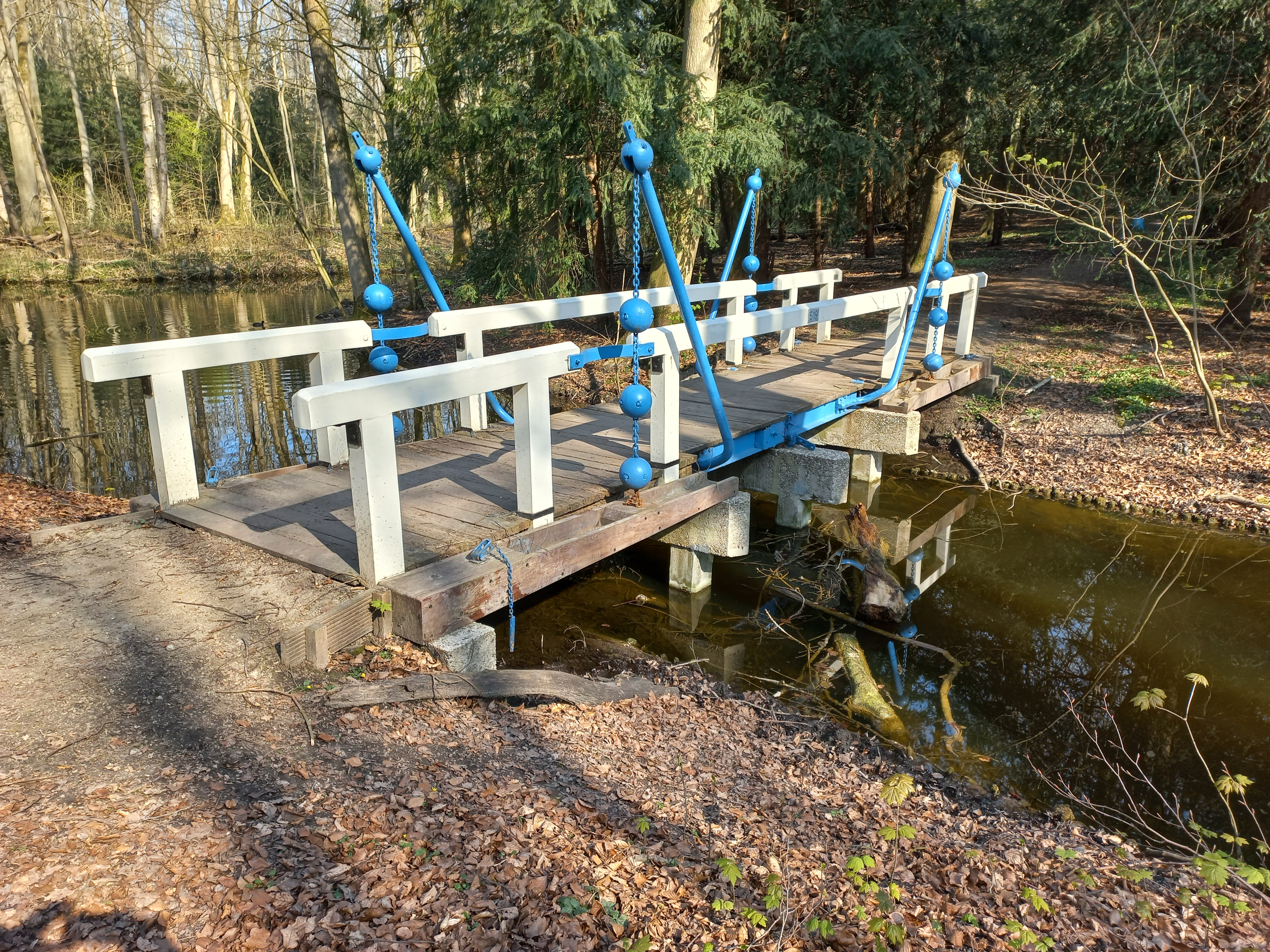
De brug (maart 2022)

<<< · 500 · 501 ·  503 · 504 · 505 · 506 · 507 · 508 · 509 · 510 · 511 · 512 · 513 · 514 · 515 · 516 · 517 · 518 · 519 · 520 · 521 · 522 · 523 · 525 · 526 · 527 · 528 · 530 · 531 · 532 · 533 · 534 · 535 · 536 · 537 · 538 · 539 · 540 · 541 · 542 · 543 · 544 · 545 · 546 · 547 · 548 · 549 · 550 · 551 · 552 · 553 · 554 · 555 · 556 · 557 · 558 · 559 · 560 · 561 · 562 · 563 · 564 · 565 · 566 · 567 · 569 · 571 · 572 · 573 · 575 · 577 · 578 · 580 · 581 · 582 · 583 · 584 · 586 · 587 · 589 · 590 · 591 · 592 · 593 · 594 · >>>
Brugnummers 502, 524, 529, 568, 570, 574, 576, 579, 585, 588, 595, 596, 597, 598, 599 zijn niet (meer) vergeven.